# Саутрантика
Саутрантика — философская школа буддизма, причисляемая к хинаяне, в настоящее время не имеет непосредственных последователей, хотя её труды используются во многих школах махаяны. Школа отделилась от вайбхашики между 50 годом до н. э. и 100 годом н. э.
Название школы происходит от слова «сутра», поскольку её последователи утверждали, что абхидхармисты должны опираться только на идеи, содержащийся в сутрах, (рассматриваемых как слова самого Будды) и не принимать во внимание другие источники. У саутрантиков имело место расхождение с вайбхашиками по некоторым важым вопросам, поскольку первые считали многие дхармы (в первую очередь — асанскрита дхармы — «сверхмирские дхармы, „не входящие в составы“») всего лишь условными — праджняпти, а не реальными единицами — дравья. Здесь происходит их сближение с махаянистами-йогачаринами. Также саутрантики являлись «репрезентативистами», поскольку признавали объективное существование внешнего мира, но в то же время отвергали учение вайбхашиков о том, что отражённые в сознании человека образы тождественные реальным вещам. Это объяснялось тем, что они рассматривали объектное содержание сознания выражающееся в представлении, репрезентации, реальных вещах, которые в свою очередь могли и не совпадать с вещами «мира в себе». Здесь происходит сближение с йогачаринами.